# Hans Reinmar

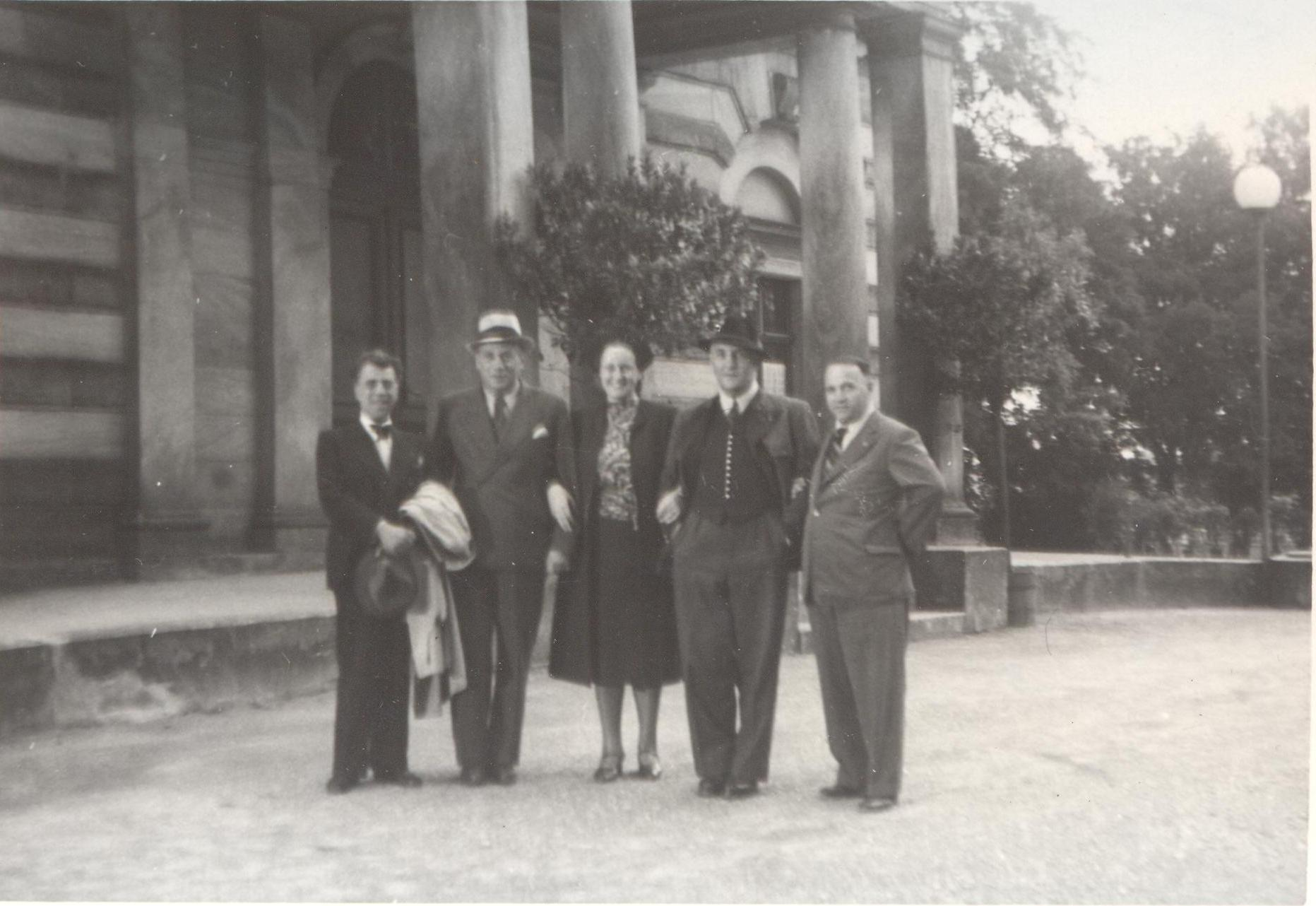
En Bayreuth con Max Lorenz y Marta Fuchs, 1941

Hans Reinmar (11 de abril de 1898, Viena -7 de febrero de 1961, Berlín) fue un bajo-barítono austríaco famoso por su interpretación de Wotan en El anillo del nibelungo de Richard Wagner.

## Biografía
Recibido de arquitecto, estudió canto debutando en el escenario en el Teatro de Moravia. Cantó en los teatros de ópera de Zúrich, Dresde y Hamburgo en 1928.
A partir de 1929 se unió al elenco de la Städtische Oper Berlín al que perteneció hasta su fallecimiento en 1961.
Hans Reinmar se destacó como intérprete de Mozart, Verdi y muy especialmente Wagner cantando entre 1939 y 1941 en el Festival de Bayreuth. 
También como intérprete de música contemporánea, Hindemith, Kurt Weill, Robert Kurka y Gottfried von Einem.
En 1941 trabajó en cine junto a Zarah Leander.
Su último gran éxito fue como Falstaff bajo Walter Felsenstein en la Komische Oper.